# Курошио струја
Курошио често и Јапанска струја (јап黒潮 - Црна струја) је топла морска струја у западном делу Тихог океана. Она је наставак Пацифичке северноекваторске струје која скреће према северу и између Тајвана и јужних острва архипелага Рјукју улази у Источнокинеско море. Температура воде коју струја носи је око 20 ° и врло је висока за ово подручје, а салинитет јој је око 34,5 промила. Просечни проток струје је 25.000.000 ³ у секунди.
Кад на путу према северу струја стигне до обала острва Кјушу, лети један крак одлази према западу и као Ћушима струја прелази према североистоку Корејски мореуз и наставља тећи паралелно са Хоншуом, највећим јапанским острвом. Овај релативно слаб и несталан огранак има проток од око 2 милиона m³ у секунди. Главни део Курошимо струје пролази између источне обале Јапана и Лузона (Филипини), а у подручју од око 35° СГШ сусреће Ојашио струју која долази са севера. Ту се сударају и заједно скрећу према истоку чинећи тако Севернопацифичку струју. Подручје гдје се ове струје сусрећу је богато рибом. Западно од Хавајских острва струја губи велики део своје енергије и као дивовски вртлог се нешто јужније спаја са Пацифичком северноекваторском струјом и тако затвара круг.
Огранци првобитне струје настављају тећи даље према истоку и деле се на Аљаску и Калифорнијску струју.
Курошио струја подложна је сезонском колебању. Најснажнија је у пролећним месецима кад достиже проток од око 30.000.000 ³ у секунди. У касно лето и јесен струја слаби (око 19.000.000 ³ у секунди). Курошио има за Јапан сличне климатске ефекте као Голфска струја за Европу. Од јужних врхова јапанских острва, утицај струје се осећа све до подручја око Токија. Европљанима је струја позната од око 1650. године, што се види из карте Бернарда Варенијуса. 
Од околне воде кроз коју протиче разликује се црном бојом по чему је и добила име на јапанском „Курошио“ што значи црна струја.